# 구름 (1968년 영화)
"구름"은 1968년 공개된 대한민국의 영화이다.

## 배역
- 신성일
- 문희
- 윤일봉
- 박암
- 이순재
- 김동원
- 남미리
- 변의선
- 유광옥
- 이명
- 김종선
- 이정열